# Dekanat miński II
Dekanat miński II – jeden z siedmiu miejskich dekanatów wchodzących w skład eparchii mińskiej Egzarchatu Białoruskiego Patriarchatu Moskiewskiego.

## Parafie w dekanacie
- Parafia Ikony Matki Bożej „Wszystkich Strapionych Radość” w Mińsku
  - Cerkiew Ikony Matki Bożej „Wszystkich Strapionych Radość” w Mińsku
  - Cerkiew św. Eufrozyny Połockiej w Mińsku
- Parafia św. Michała Archanioła w Mińsku
  - Cerkiew św. Michała Archanioła w Mińsku
- Parafia św. Mikołaja Japońskiego w Mińsku
  - Cerkiew św. Mikołaja Japońskiego w Mińsku
- Parafia św. Włodzimierza Chyrasko w Mińsku
  - Cerkiew św. Włodzimierza Chyrasko w Mińsku
- Parafia Wniebowstąpienia Pańskiego w Żdanowiczach
  - Cerkiew Wniebowstąpienia Pańskiego w Żdanowiczach

## Galeria

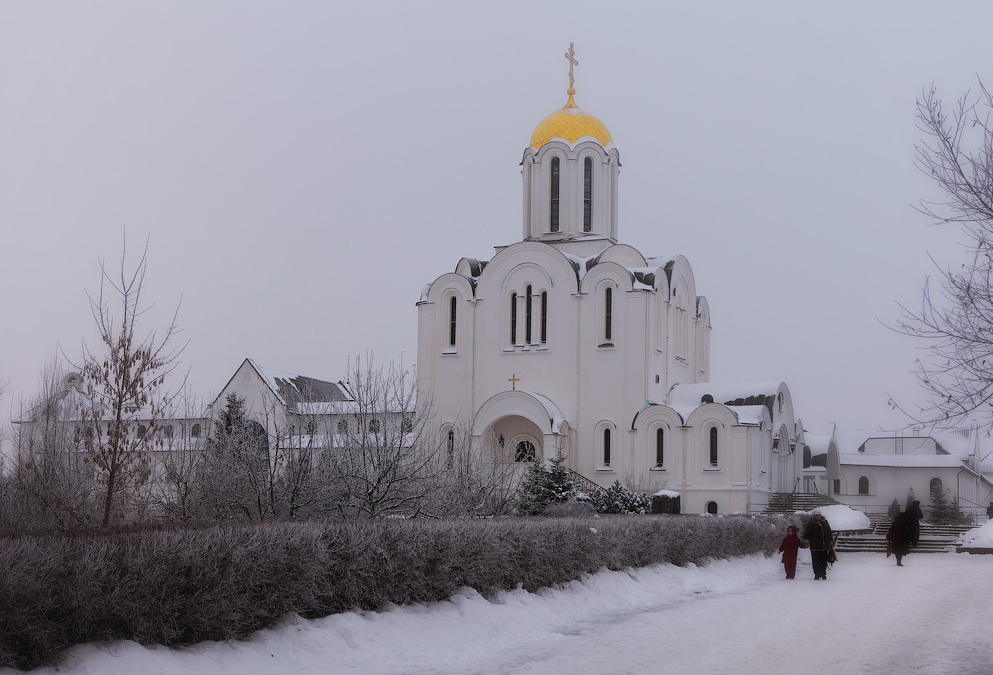
Cerkiew św. Eufrozyny Połockiej w Mińsku
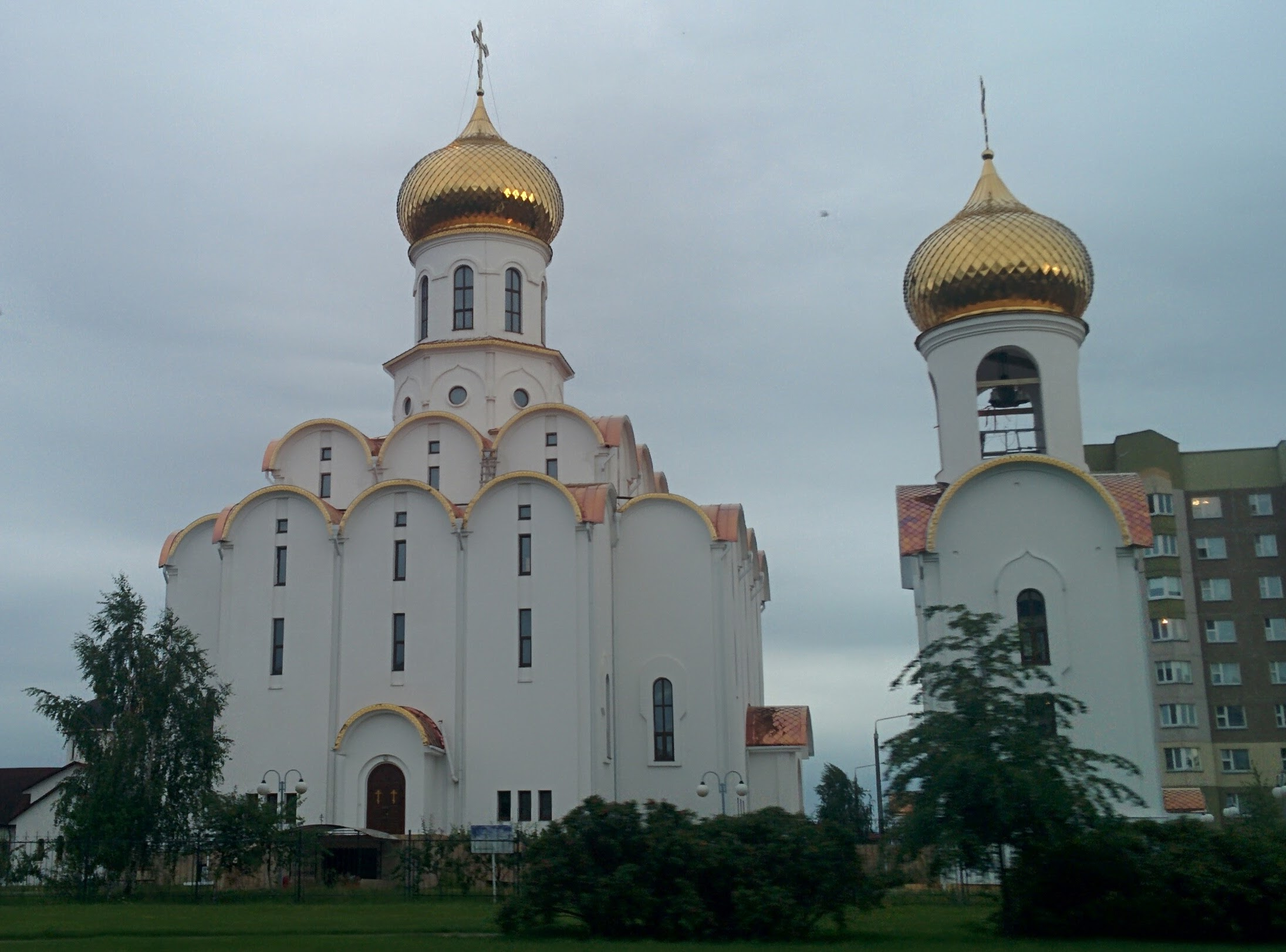
Cerkiew św. Michała Archanioła w Mińsku
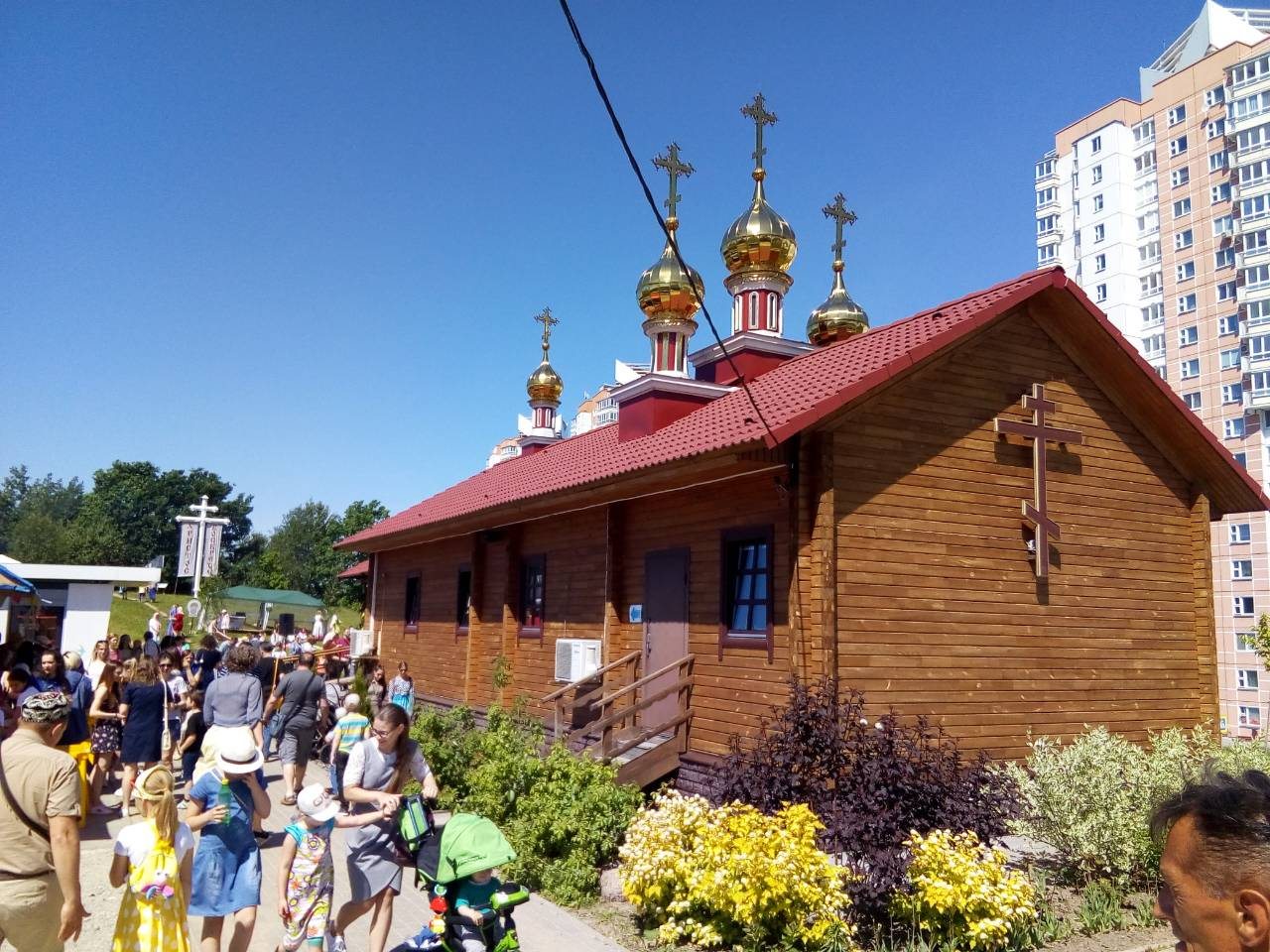
Cerkiew św. Mikołaja Japońskiego w Mińsku
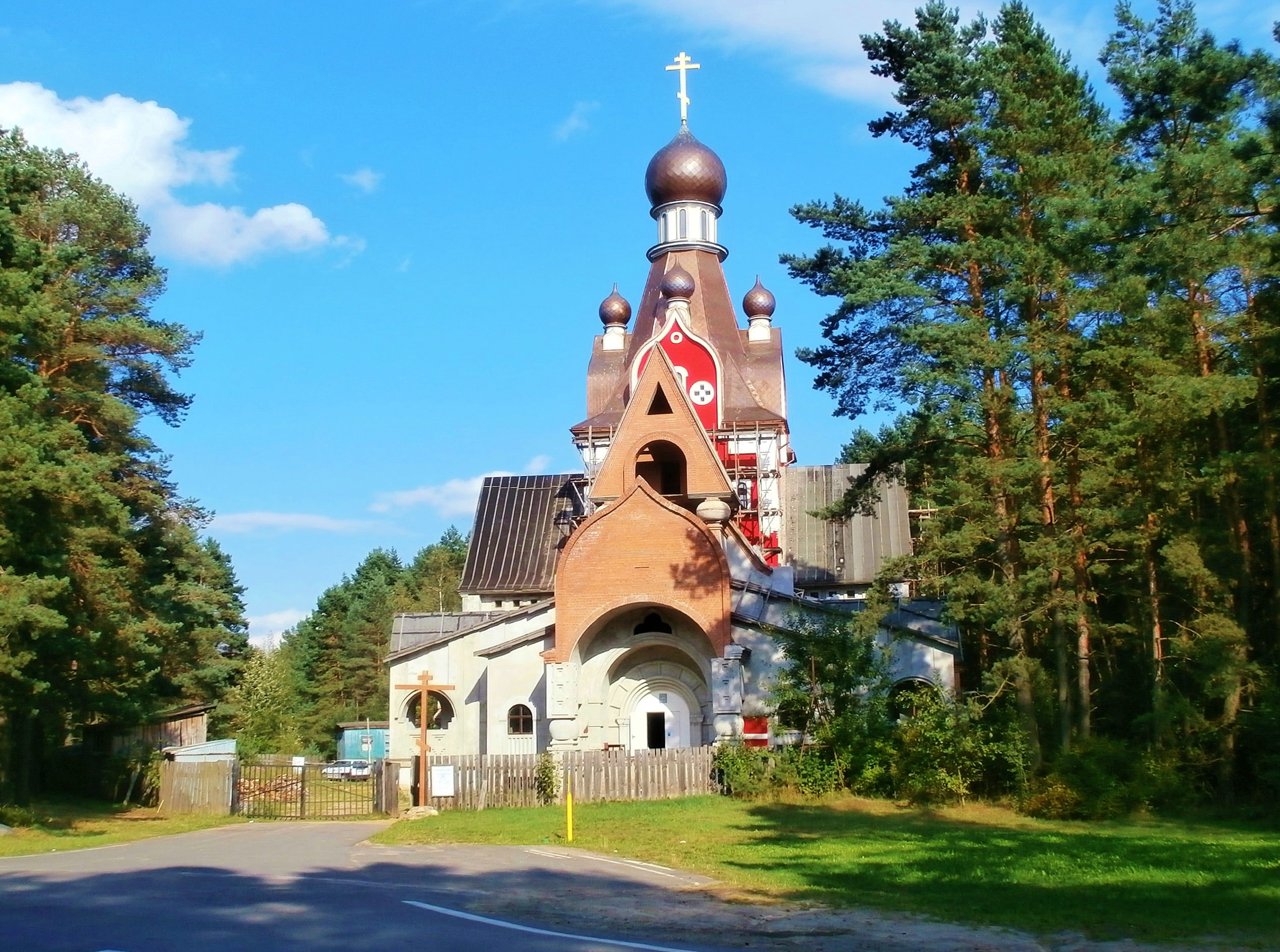
Cerkiew Wniebowstąpienia Pańskiego w Żdanowiczach